# 塔希提努伊万岁
《塔希提努伊万岁》是法属波利尼西亚的地区颂歌，于1993年被采纳，在国际足球赛前奏唱。
法属波利尼西亚地区代表队塔希提于2012年获得了大洋洲杯冠军，得以参加2013年联合会杯也就是小世界杯，小世界杯赛前奏唱这首地区颂歌的时候，全体成员热泪盈眶。